# 石井直
石井直（日语：／ Ishii Tadashi，1951年3月10日—）是一名日本企業家，曾擔任電通代表取締役社長（總經理）、執行役員（常任董事）以及東京放送控股社外取締役（外部董事）。
出生於東京都，畢業於東京都立三田高等學校和上智大學西班牙語系，期間一直有參與美式足球運動。畢業同年加入電通，先後擔任第19營業局長、常務執行役員国際本部副本部長、取締役専務執行役員等，2011年起擔任代表取締役社長。2016年12月，他在記者會上宣布會於明年一月的董事會上為員工過勞自殺一事引咎辭職，並向死者與其家屬以及社會大眾道歉。社長一職最後由山本敏博接任。